# 泼陂河镇
泼陂河镇，是中华人民共和国河南省信阳市光山县下辖的一个乡镇级行政单位。

## 行政区划
泼陂河镇下辖以下地区：
泼河街社区、王围孜村、邬围孜村、蔡围孜村、赵畈村、杨塝村、蔡湾村、雀村、椿树店村、黄大塘村、刘岗村、何尔冲村、黄凃湾村、黄老湾村、罗洼村、新建村、东岳寺村、田洼村、新街村、刘田村、徐坪村、曾围孜村、李岗村和孙围孜村。

## 教育
光山县泼陂河高级中学：泼陂河高中坐落在泼陂河镇北头，前身为“光山初师”，1954年改为光山二中，1955年从城关镇迁到泼陂河南头。1964年改为“泼陂河农校”，后因地裂，与1968年经省教育厅批准，迁往泼陂河北头，改名为“泼河中学”。1984年改名为“泼陂河高中”，属定点片高。已暂停招生。
河南省光山县泼陂河镇第一中学创建于1978年，是信阳市首批示范性初中之一，是一所寄宿制农村初中。

## 旅游
泼河水库位于泼陂河镇水库街，又称泼河湖风景区。总库控1.5亿立方米，库水面1.7万亩，系旅游、养殖、度假、灌溉为一体的国家级水利风景区。
袁湾水库是“十三五”规划大型水库项目，是新中国成立以来历次淮河治理规划均明确在淮河支流潢河上需修建的以防洪为主的大型水库。
永济桥 （河南光山县泼陂河永济桥）又名万金桥。位于泼陂河镇街北头，呈南北向横跨于泼陂河上，连南北两街。该桥始建于明代，为典型的联拱石桥，全部由雕凿过的花岗石条构成，建筑结构严谨，其建筑风格具有典型的南方建筑特点，是河南省最长最大的古代联拱石桥。入选第七批全国重点文物保护单位。

## 交通
- 铁路： 京九铁路过境，设立泼河站。于 230国道在刘田村交汇。
- 高速公路：  大广高速过境，设泼陂河服务区。于 230国道分别在刘田村、蔡围孜村两次交汇。
- 国道：  230国道[6]过境。于 大广高速分别在刘田村、蔡围孜村两次交汇。于京九铁路在刘田村交汇。